# Міжнародний семінар (есперанто)
Міжнародний семінар (есп. Internacia Seminario, IS) — зустріч есперанто, щорічно організовується німецькою есперанто молоддю протягом тижня Нового року в німецькому місці, проходить з 1957 по 2008 рік.
Починаючи з 2009 / 10 рр. після декількох років перекриття з « Аго-Semajno (подібної зустрічі, організованої есперанто молоддю Польщі та Варшавського Вітру), було прийнято рішення про об'єднання двох засідань під новою назвою Junulara Есперанто-Semajno.

## Діяльність
Програма засідання, як правило, включала конференції та дебати, пов'язані з річною темою, і була збагачена більш загальними конференціями, екскурсіями, концертами та іншими розважальними заходами. Родзинкою тижня завжди був Новорічний бал, під час якого традиційно відбувались танцювальні змагання.
Хоча офіційною назвою було «Internacia Seminario», не рідко можна зустріти назву «Internacia Semajno», яке зберігає те саме скорочення (IS) і є більш вірним німецькому перекладу Internationale Woche.

## Минулі зустрічі
Нижче подано короткий зміст 52 зустрічей Internacia Seminario.
| 1  | 1957/58   | Майнц                | «Kulturaj, politikaj kaj ekonomiaj demandoj de la unuiĝo de Eŭropo»          |
| 2  | 1958/59   | Боттроп              | «Unuiĝintaj Nacioj»                                                          |
| 3  | 1959/60   | Лімбург-ан-дер-Лан   | «Afrikaj kaj aziaj problemoj»                                                |
| 4  | 1960/61   | Hatten-Sandkrug      | «Sudamerikaj problemoj»                                                      |
| 5  | 1961/62   | Кельн                | «Usono kaj Sovetunio - ĉu eblas kunekzisto de la du kontraŭaj socisistemoj?» |
| 6  | 1962/63   | Рюссельсгайм-ам-Майн | «Ĉu naciismon sekvos internaciismo?»                                         |
| 7  | 1963/64   | Мюнхен               | «Kulturo - ĉu ankoraŭ unueco en vario?»                                      |
| 8  | 1964/65   | Нюрнберг             | «Ideologio kaj ŝtato - reciproka influo, realaĵo kaj mitoj»                  |
| 9  | 1965/66   | Гамбург              | «Li kaj ŝi - junaj homoj en la moderna mondo»                                |
| 10 | 1966/67   | Мюнстер              | «La mondkoncepto de la modernaj natursciencoj»                               |
| 11 | 1967/68   | Вюрцбург             | «Religioj kaj filozofio en la 20-a jarcento»                                 |
| 12 | 1968/69   | Кельн-Deutz          | «Sociologiaj aspektoj de l'nuntempo»                                         |
| 13 | 1969/70   | Марбург/Lahn         | «Tendencoj en la literaturo de nia epoko»                                    |
| 14 | 1970/71   | Ульм                 | «La rolo de la specife mallonga filmo»                                       |
| 15 | 1971/72   | Гамбург              | «Homo kaj tekniko»                                                           |
| 16 | 1972/73   | Росдорф              | «La manipulata homo»                                                         |
| 17 | 1973/74   | Ціренберг            | «Realeco kaj utopio»                                                         |
| 18 | 1974/75   | Падерборн            | «Natursciencoj - ĉu nur por fakuloj?»                                        |
| 19 | 1975/76   | Куксгафен-Berensch   | «Ĝenerala lingvistiko»                                                       |
| 20 | 1976/77   | Sensenstein          | «Demandoj de la eŭropa unuiĝo»                                               |
| 21 | 1977/78   | Ротенбург-на-Фульді  | «Edukado - kun kiuj celoj»                                                   |
| 22 | 1978/79   | Дамме (Дюммер)       | «Homaj rajtoj - teorio kaj realeco»                                          |
| 23 | 1979/80   | Шванберг             | «Eŭropo kaj la Tria Mondo»                                                   |
| 24 | 1980/81   | Sensenstein          | «Alternativaj vivstiloj»                                                     |
| 25 | 1981/82   | Sensenstein          | «Paco en la 80-aj jaroj»                                                     |
| 26 | 1982/83   | Обервезель           | «La tradicia familio en krizo»                                               |
| 27 | 1983/84   | Тіммендорфер-Штранд  | «La libera homo kaj 1984»                                                    |
| 28 | 1984/85   | Вецлар               | «Japanio»                                                                    |
| 29 | 1985/86   | Ешвеге               | «Akvo - savinda kaj savenda»                                                 |
| 30 | 1986/87   | Кельн                | «Internacia kulturo en praktiko - Esperanto 100-jara»                        |
| 31 | 1987/88   | Ганновер             | «Sano»                                                                       |
| 32 | 1988/89   | Трабен-Трарбах       | «Religioj kaj ideologioj en Euxropo»                                         |
| 33 | 1989/90   | Ноймюнстер           | «Sovetunio»                                                                  |
| 34 | 1990/91   | Фіннентроп           | «Mezeŭropo - kien vi iras?»                                                  |
| 35 | 1991/92   | Куксгафен            | «Ameriko - ĉu 500 jaroj da civilizacio aux koloniismo?»                      |
| 36 | 1992/93   | Бад-Кляйнен          | «Lernado kaj edukado - taskoj por la 90-aj jaroj»                            |
| 37 | 1993/94   | Ноймюнстер           | «Rilatoj inter ŝtatoj»                                                       |
| 38 | 1994/95   | Тюбінген             | «Rubo»                                                                       |
| 39 | 1995/96   | Вецлар               | «Perforto»                                                                   |
| 40 | 1996/97   | Фрайбург             | «Regionoj - ĉu la veraj landoj?»                                             |
| 41 | 1997/98   | Трабен-Трарбах       | «Socio kaj komunikado»                                                       |
| 42 | 1998/99   | Кассель              | «Dependeco - faktoj, sekvoj, solvoj»                                         |
| 43 | 1999/2000 | Вецлар               | «Jarmilo finiĝas – kio estas malantaŭ ni?»                                   |
| 44 | 2000/01   | Куксгафен            | «Survoje al nova jarmilo – kio estas antaŭ ni?»                              |
| 45 | 2001/02   | Ротенбург (Вюмме)    | «Eŭropa unuiĝo - idealoj kaj realoj»                                         |
| 46 | 2002/03   | Трір                 | «Ekstremismo – specoj, originoj, efikoj»                                     |
| 47 | 2003/04   | Наумбург             | «Naturmedio - strukturo, ekspluato, protekto»                                |
| 48 | 2004/05   | Вецлар               | «Kulturaj diversoj - problemoj kaj perspektivoj»                             |
| 49 | 2005/06   | Ксантен              | «Religioj, kulturoj kaj vivfilozofioj»                                       |
| 50 | 2006/07   | Вевельсбург          | «50 jaroj da IS - Ĉu ankoraux juna?»                                         |
| 51 | 2007/08   | Вюрцбург             | «Popola Identeco»                                                            |
| 52 | 2008/09   | Біденкопф            | «Katastrofoj»                                                                |

## Інші проєкти
- Wikimedia Commons contiene immagini o altri file su Internacia Seminario